# 頭川政始
頭川 政始（ずかわ まさし、1933年（昭和8年） – 1993年（平成5年））は、昭和時代から平成時代にかけての洋画家、漆芸家。富山5人展の一人、通称「闇の作家」。

## 経歴
富山県高岡市に生まれる。漆芸家の山崎立山に師事。1957年第13回日展に「初秋」（工芸）で初入選。金沢美術工芸大学工業デザイン科卒業後、1962年漆芸から画家に転身する。1969年から1988年まで「5人展」に出品。1989年に筋萎縮性側索硬化症を発症し、1993年に逝去した。

## 作品
- 「初秋」
- 「姿見・2」[1]
- 「姿見・3」
- 「姿見・7」
- 「時間の遠近感」
- 「命の窓」
- 「誕生の詩（明日の風B）」
- 「生命の詩」[2]
- 「脳詩・5 （死界への凝視）　脳詩・6 （死界への凝視）」[3]
- 「生存界」[4]
- 「夢風」[5]
- 「嘘愛の城 」[6]
- 「切っても切っても切れない時間と空間（D）」[7]